# Justo
Justo ist ein spanischer männlicher Vorname aus dem Lateinischen mit der Bedeutung „gerecht“. Die deutschsprachige Form des Namens ist Justus.

## Namensträger

### Vorname
- Justo Abaunza y Muñoz de Avilés (1777–1873), Director Supremo von Nicaragua
- Justo Alonso Leguísamo (1912–1997), uruguayischer Politiker
- Justo Rufino Barrios Auyón (1835–1885), guatemaltekischer General und Präsident
- Justo Gallego Martínez (1925–2021), spanischer Mönch und Kirchenerbauer
- Justo Goizueta Gridilla OAR (1912–1991), römisch-katholischer Prälat der Territorialprälatur Madera in Mexiko
- Justo Lacunza (1944–2024), spanischer römisch-katholischer Ordensgeistlicher und Islamwissenschaftler
- Justo Oscar Laguna (1929–2011), argentinischer Geistlicher und römisch-katholischer Bischof von Morón
- Justo González Lorente OMI (1915–1936), spanischer Oblate der Makellosen Jungfrau Maria
- Justo Mullor García (1932–2016), spanischer römisch-katholischer Titularerzbischof
- Justo Gil Pardo OMI (1910–1936), spanischer Oblate der Makellosen Jungfrau Maria
- Justo Vicente José de Herrera y Díaz del Valle (1786–1856), Supremo Director der Provinz Honduras
- Justo Pérez de Urbel (1895–1979), spanischer Benediktinermönch, Mediävist und Abt einer Benediktinerabtei
- Justo Rodríguez Gallego (* 1954), spanischer römisch-katholischer Geistlicher und Weihbischof
- Justo Ruiz (* 1969), andorranischer Fußballspieler
- Justo Sansebastián (fl. 20. Jh.), mexikanischer Fußballspieler
- Justo Takayama (1552–1615), japanischer Daimyō
- Justo Tejada (1933–2021), spanischer Fußballspieler
- Justo José de Urquiza (1801–1870), Präsident von Argentinien
- Justo Villar (* 1977), paraguayischer Fußballtorhüter

### Familienname
- Alicia Moreau de Justo (1885–1986), argentinische sozialistische Politikerin und Feministin
- António Justo (* 1947), Publizist, Theologe, Philosoph und Schriftsteller
- António Baptista Justo, portugiesischer Gouverneur und General
- Agustín Pedro Justo (1876–1943), argentinischer Militär, Diplomat und Politiker
- Graciette Justo (* 1981), deutsche Schauspielerin, Theaterpädagogin und Musikerin
- Juan Bautista Justo (1865–1928), argentinischer Arzt und Politiker
- Victor A. Hidalgo Justo (1927–2021), dominikanischer Politiker und Diplomat

## Weiteres
- Avenida Juan B. Justo, Hauptverkehrsstraße in Buenos Aires